# مساعد انعطاف
مساعد الانعطاف هو نظام مساعدة قيادة متقدمة قدّم لأول مرة عام 2015. يعمل النظام على مراقبة سير المركبات في الاتجاه المعاكس قبل الانعطافات. وفي الحالات الحركة، يُفعّل النظام المكابح لتوقف المركبة. تظهر أهمية هذه التقنية في المدن المزدحمة وفي الطرقات السريعة حيث تكون حدود السرعة مرتفعة.

## مركبات بمساعد انعطاف
- 2016 أودي كيو 7
- 2015 فولفو إكس سي 90

## روابط خارجية
عرض التقنية في سيارة أودي كيو 7 على يوتيوب